# Corrupt
Corrupt es una canción del grupo inglés de música electrónica Depeche Mode compuesta por Martin Gore, publicada en el álbum Sounds of the Universe de 2009.

## Descripción
Es un tema perverso en su planteamiento lírico, una canción que bien podría haber estado incluida en Black Celebration, en Violator o en el álbum Ultra, pero Corrupt es muchísimo más siniestra al hablar sobre el placer que produce la capacidad de corromper, el dolor ajeno, la insidiosa facultad de controlar a alguien más, enmarcado en una paradójica musicalización electrónica al más puro estilo de una tradicional función de synth pop, con todo y percusión a través de caja de ritmos.
La melodía principal es de un sintetizador plenamente synth pop en una notación intermedia grave a una velocidad rápida de ejecución, sobre otra base de apoyo ambiental aguda, que en realidad es la primera y consigue ser verdaderamente terrorífica por su sonido desolador hecho para condicionar la reacción del escucha hacia algo desconocido.
Lo que más llama la atención es su cualidad perversa, en la que David Gahan vocaliza a un verdadero asesino serial, un violador de cualquier norma establecida quien sólo encontrará placer en viciar la vida de alguien más inocente, pero no es sólo una propuesta atrevida como lo fueran por ejemplo los temas del álbum Some Great Reward o Personal Jesus de Violator, sino una canción fatua sobre la maldad inherente al ser humano.
Evidentemente es una letra sobre ética, aunque no pretende debatir sobre lo que pueda considerarse ético y lo que no, es decir un discurso moralista, pues trata con descaro y cinismo la capacidad de pervertir. Es más como un canto dedicado al mal innato de cada persona, sin concesiones, en donde si llega a un cierto análisis sobre la ética pues el ser humano realmente llega a hacer daño por un solo motivo, porque puede.
Sin embargo, resulta bastante curiosa su musicalización mucho más endeudada con un sonido netamente synth pop que todas las demás canciones del álbum, con lo cual es un tema que maneja dos tendencias a la vez, synth pop y rock gótico, aunque ambas sean totalmente genéricas; en suma el más alternativo de toda la colección.
Ello debido a que la notación del sintetizador es tan acentuadamente electrónica que de otro modo podría ser un cándido tema synth pop, pero en lugar de ello es una propuesta a pervertirse, y con la segunda base sintética en forma más bien ambiental propia de una película de terror llega a ser una canción auténticamente lujuriosa y lasciva. Además, es la pieza más sintética de la colección, de nuevo haciendo hincapié en que DM es antes que nada un grupo de música electrónica, pero por esta vez por vía de un tema perverso como lo es Corrupt.
La pista que ocupa en el disco en realidad llega casi a los nueve minutos de duración, y en el minuto 8:17 contiene una reproducción de la música del sencillo Wrong del mismo álbum, el cual ha sido llamado indistintamente Wrong Reprise o Interlude #5, aunque el primer nombre sea quizás el más preciso, el cual pareciera una versión primigenia de la musicalización de aquel tema pero llega a ser en sonido mucho más siniestro, pese a su largo de apenas 42 segundos.

## Vídeo televisivo
La canción no tiene vídeo musical, aunque curiosamente fue utilizada como tema promocional del fin de la tercera temporada de la serie de televisión True Blood de la cadena HBO, intercalando algunas de las imágenes más oníricas de la serie con otras de la sesión de estudio de Corrupt que aparece en la edición de lujo de Sounds of the Universe, creando así una especie de vídeo alterno.

## En directo
Corrupt fue incorporado en conciertos en el año 2017, para la gira Global Spirit Tour.
- Datos: Q5789443